# Aleksandr Koldunóv
Aleksandr Ivánovich Koldunóv (en ruso: Алекса́ндр Ива́нович Колдуно́в; Moshchinovo, Unión Soviética, 20 de septiembre de 1923 - Moscú, Rusia, 7 de junio de 1992) fue uno de los principales ases de la aviación de la Fuerza Aérea Soviética durante la Segunda Guerra Mundial y recibió dos veces el título de Héroe de la Unión Soviética. Además fue miembro del Comité Central del PCUS (1981-1990) y diputado de las IV a XI Convocatorias del Sóviet de las Nacionalidades del Sóviet Supremo de la Unión Soviética (1974-1989).

## Biografía

### Infancia y juventud
Aleksandr Koldunóv nació el 20 de septiembre de 1923 en la pequeña localidad rural de Moshchinovo, situada en la gobernación Smolensk en la RSFS de Rusia, en el seno de una familia rusa. En 1931 la familia se mudó al área de Moscú y en 1940 completó su noveno grado de escuela además de graduarse en el club de vuelo local de la asociación paramilitar OSOAVIAJIM (Unión de Sociedades de Asistencia para la Defensa, la Aviación y la Construcción Química de la URSS). Se unió al Ejército Rojo en febrero de 1941. Se graduó de la Escuela de Aviación Militar de Kacha en 1943 y fue asignado al 8.º Regimiento de Aviación de Reserva antes de ser enviado al frente.

### Segunda Guerra Mundial
En mayo de 1943, fue transferido al 866.º Regimiento de Aviación de Cazas y desplegado en el frente de guerra. La primera victoria la obtuvo el 21 de junio de 1943 sobre el río Donets. Durante varios meses en 1943 fue piloto júnior, luego piloto, comandante de vuelo, subcomandante de un escuadrón de caza. Desde el otoño de 1943 hasta el final de la guerra estuvo al mando de un escuadrón. Se distinguió en numerosas batallas aéreas apoyando a las tropas soviéticas en distintas batallas como la batalla del Dniéper (1943), la Ofensiva del Dniéper-Cárpatos (1943-1944), la Segunda Ofensiva de Jassy-Kishinev (1944), la batalla de Budapest, así como durante la liberación de Rumanía, Bulgaria, Yugoslavia, Hungría, Checoslovaquia y Austria. Recibió por primera vez el título de Héroe de la Unión Soviética el 2 de agosto de 1944, después de haber sido nominado para el título el 22 de mayo de 1944 por sus primeras quince victorias en solitario derribos.
A principios de mayo de 1944, el comandante de escuadrón del 866.º Regimiento de Aviación de Cazas de la 288.ª División de Aviación de Cazas del 17.º Ejército Aéreo del Tercer Frente Ucraniano, el capitán Koldunóv, había realizó 223 incursiones aéreas, realizó 45 batallas aéreas, derribado personalmente a quince aviones enemigos y uno en grupo.
El 7 de noviembre de 1944 se le atribuyó el derribo de tres aviones estadounidenses P-38 Lightning del 82nd Fighter Group en un incidente de «fuego amigo» cerca de la ciudad de Niš en Yugoslavia, durante la batalla aérea sobre Niš. En ese episodio, dos grupos (un total de veintisiete aviones) de aviones estadounidenses P-38 Lightning atacaron por error una columna de tropas soviéticas, doce soldados y oficiales soviéticos murieron, incluido el comandante del 6.º Cuerpo de Fusileros de la Guardia el teniente general Grigori Kotov. Para repeler la incursión, se enviaron varios aviones soviéticos, liderados por Koldunov. Arriesgando su vida, Koldunóv se acercó a los aviones estadounidenses, mostrándoles las estrellas rojas en el fuselaje, pero le dispararon y dos aviones soviéticos fueron derribados. El fuego de respuesta de los soviéticos derribó tres (según datos soviéticos) o dos (según datos estadounidenses) aviones estadounidenses, incluido uno derribado por el propio Koldunóv. Las cuentas sobre el número de bajas estadounidenses y soviéticas varían ampliamente. Al final, colocó su avión literalmente frente a la nariz del líder estadounidenses y estos, al darse cuenta de su error, se retiraron de la batalla. Posteriormente, hubo un gran escándalo diplomático, los estadounidenses admitieron su error y se disculparon.
Al final de la guerra, había volado en 412 misiones de combate, luchó en 96 enfrentamientos aéreos, obtuvo un derribo compartido y 46 victorias en solitario. Fue nominado nuevamente para el título de Héroe de la Unión Soviética el 12 de junio de 1945, pero no se le otorgó hasta el 23 de febrero de 1948.

### Posguerra

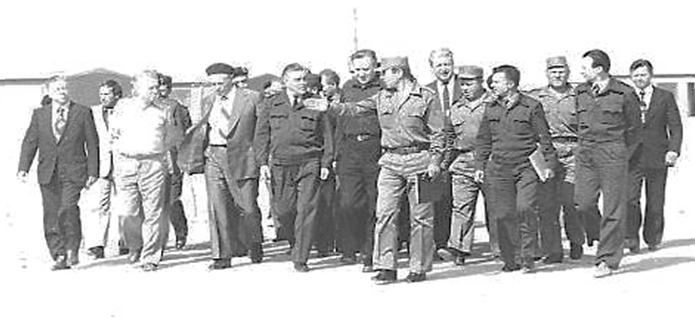
El Comandante en Jefe de las Fuerzas de Defensa Aérea de la URSS Aleksandr Koldunóv inspecciona varios regimientos de misiles antiaéreos soviéticos en Siria (1983-1984)

Después de la guerra, permaneció en la Fuerza Aérea. Después de graduarse de la Academia de la Fuerza Aérea, estuvo al mando de una división de regimiento de aviación. Desde 1960, después de graduarse de la Academia Militar del Estado Mayor, se desempeñó como adjunto y luego como comandante de la Fuerza Aérea del Distrito Militar de Bakú. A finales de la década de 1960, sirvió en el Lejano Oriente y desde 1970 estuvo al mando de la Fuerza Aérea del Distrito Militar de Moscú.
En 1975, fue nombrado Primer Jefe Adjunto, y en 1978, Comandante en Jefe de las Fuerzas de Defensa Aérea y Viceministro de Defensa de la URSS. En 1984 se le otorgó el rango de Mariscal en Jefe del Aire, uno de los pocos oficiales que ocuparon este alto rango. Koldunov fue destituido en mayo de 1987 después de que Mathias Rust, un piloto civil alemán, volara de Finlandia a Moscú y aterrizara cerca de la Plaza Roja. Aleksamdr Koldunov murió el 7 de junio de 1992, después de una larga enfermedad y fue enterrado en el cementerio Novodévichi en la capital moscovita.

## Condecoraciones
A lo largo de su extensa carrera militar Aleksandr Koldunóv recibió las siguientes condecoracionesː
Unión Soviética
- Héroe de la Unión Soviética, dos veces (2 de agosto de 1944 y 23 de febrero de 1948)
- Orden de Lenin, tres veces (2 de agosto de 1944, 18 de febrero de 1981 y 19 de febrero de 1986)
- Orden de la Bandera Roja, seis veces  (8 de septiembre de 1943, 30 de enero de 1944, 29 de abril de 1944, 29 de abril de 1957, 22 de febrero de 1968 y 19 de septiembre de 1973)
- Orden de Alejandro Nevski (20 de septiembre de 1944)
- Orden de la Guerra Patria de 1.er grado, dos veces (6 de marzo de 1945 y 11 de marzo de 1985)
- Orden de la Estrella Roja (30 de diciembre de 1956)
- Orden del Servicio a la Patria en las Fuerzas Armadas de la URSS de 3.er (30 de abril de 1975)
- Medalla por el Servicio de Combate
- Medalla Conmemorativa por el Centenario del Natalicio de Lenin
- Medalla por la Victoria sobre Alemania en la Gran Guerra Patria 1941-1945
- Medalla Conmemorativa del 20.º Aniversario de la Victoria en la Gran Guerra Patria de 1941-1945
- Medalla Conmemorativa del 30.º Aniversario de la Victoria en la Gran Guerra Patria de 1941-1945
- Medalla Conmemorativa del 40.º Aniversario de la Victoria en la Gran Guerra Patria de 1941-1945
- Medalla por la Conquista de Budapest
- Medalla por la Conquista de Viena
- Medalla de Veterano de las Fuerzas Armadas de la URSS
- Medalla por el Fortalecimiento de la Cooperación Militar
- Medalla del 30.º Aniversario de las Fuerzas Armadas de la URSS
- Medalla del 40.º Aniversario de las Fuerzas Armadas de la URSS
- Medalla del 50.º Aniversario de las Fuerzas Armadas de la URSS
- Medalla del 60.º Aniversario de las Fuerzas Armadas de la URSS
- Medalla del 70.º Aniversario de las Fuerzas Armadas de la URSS
- Medalla por Servicio Impecable de 1.er grado
- Premio Lenin

Otros países
- Orden de Georgi Dimitrov (Bulgaria)
- Orden de la Estrella Partisana (Yugoslavia)
- Orden de la Bandera de la República Popular de Hungría
- Orden de la República Popular de Bulgaria
- Orden al Mérito Militar (Mongolia)
- Medalla del 50.º Aniversario del Ejército Popular de Mongolia
- Medalla del 60.º Aniversario del Ejército Popular de Mongolia
- Orden de Tudor Vladimirescu (Rumania)
- Orden Patriótica del Mérito (RDA)